# Мануиловская (Вологодская область)
Мануиловская — деревня в Вожегодском районе Вологодской области.
Входит в состав Ючкинского сельского поселения, с точки зрения административно-территориального деления — в Ючкинский сельсовет.
Расстояние по автодороге до районного центра Вожеги — 27 км, до центра муниципального образования Ючки — 5 км. Ближайшие населённые пункты — Ивановская, Хвостово, Ючка.
По переписи 2002 года население — 1 человек.